# Bradleya mesembrina
Bradleya mesembrina is een mosselkreeftjessoort uit de familie van de Hemicytheridae. De wetenschappelijke naam van de soort is voor het eerst geldig gepubliceerd in 2005 door Mazzini.